# Albinowo (Białoruś)
Albinowo – dawny folwark. Tereny, na których był położony, leżą obecnie na Białorusi, w obwodzie witebskim, w rejonie brasławskim, w sielsowiecie Dalekie.
W SgKP jak również na mapie WIGu występuje pod nazwą Albinów.

## Historia
W czasach zaborów w granicach Imperium Rosyjskiego.
W 1865 wieś, zamieszkiwało tu 29 osób. Należała do gminy Bohiń i podlegała pod parafię Ikaźń.
W latach 1921–1939 folwark leżał w Polsce, w województwie nowogródzkim (od 1926 w województwie wileńskim), w powiecie dziśnieńskim (od 1926 w powiecie brasławskim), w gminie Bohiń.
Według Powszechnego Spisu Ludności z 1921 roku zamieszkiwało tu 61 osób, 48 były wyznania rzymskokatolickiego a 13 prawosławnego. Jednocześnie 24 mieszkańców  zadeklarowało polską przynależność narodową a 37 białoruską. Były tu 2 budynki mieszkalne. W 1931 w 2 domach zamieszkiwały 64 osoby.
Miejscowość należała do parafii prawosławnej w Zamoszach i rzymskokatolickiej w Dalekim. W 1933 podlegała pod Sąd Grodzki w Opsie i Okręgowy w Wilnie; właściwy urząd pocztowy mieścił się w m. Bohiń.